# Munizipalität Ninozminda
Die Munizipalität Ninozminda (georgisch ნინოწმინდის მუნიციპალიტეტი, Ninozmindis munizipaliteti)  ist eine Verwaltungseinheit (etwa entsprechend einem Landkreis) in der Region Samzche-Dschawachetien im Süden Georgiens.

## Geographie
Verwaltungszentrum der Munizipalität Ninozminda ist die namensgebende Kleinstadt Ninozminda. Die 1353,9 km² große Munizipalität grenzt im Westen an die ebenfalls zur Region Samzche-Dschawachetien gehörende Munizipalität Achalkalaki, im Nordosten an die Munizipalität Zalka und im Osten an die Munizipalität Dmanissi, beide in der Region Niederkartlien. Im Südwesten verläuft auf einem kurzen Abschnitt die Staatsgrenze zur Türkei, im Süden die Grenze zu Armenien.
Die Munizipalität umfasst den östlichen Teil des in einer Höhe von 1800 bis 2200 m über dem Meeresspiegel gelegenen Achalkalaki-Plateaus, auch Dschawacheti-Hochebene genannt. Im Osten wird es von Dschawacheti-Gebirge begrenzt, mit dem 3157 m hohen Leili im äußersten Südosten der Munizipalität an der Grenze zu Armenien als höchstem Gipfel. In den Nordwesten der Munizipalität reicht das Samsara-Gebirge mit dem 3188 m hohen Gudarebi; ein namenloser Gipfel am Dreiländereck Georgien-Armenien-Türkei im Südwesten der Munizipalität gehört zum nördlichen Teil des Gukassjan-Kammes und ist 2980 m hoch. Auf dem Plateau liegen mehrere Seen, darunter der größte See Georgiens Parawani sowie der Chantschalisee, der Madatapasee und der Saghamosee. Entwässert wird das Plateau vom rechten Kura-Nebenfluss Parawniszqali und seinen Zuflüssen.
Im Südwesten der Munizipalität erstreckt sich im Bergland entlang der Staatsgrenze der Dschawacheti-Nationalpark, zu dem auch kleinere Schutzgebiete um die Seen Bughdascheni, Chantschali und Madatapa gehören.

## Bevölkerung und Verwaltungsgliederung
Die Munizipalität hat 18.900 Einwohner (Stand: 2021). Die Einwohnerzahl war mit 24.491 Einwohnern (2014) gegenüber der vorangegangenen Volkszählung (34.305 Einwohner 2002) um über ein Viertel gesunken, nachdem sie zuvor seit Mitte des 20. Jahrhunderts relativ stabil war, zwischenzeitlich leicht anstieg und erst mit dem Zerfall der Sowjetunion zu sinken begann.
Bevölkerungsentwicklung
Anmerkung: Volkszählungsdaten

Die Munizipalität ist fast ausschließlich von Armeniern bewohnt; ihr Anteil beträgt 95,0 %. Nur 4,2 % der Einwohner sind ethnische Georgier (Stand 2014).
Die größten Ortschaften neben der Stadt Ninozminda (5144 Einwohner) sind mit jeweils über 1500 Einwohnern die Dörfer Eschtia, Gandsa und Satche (2014).
Die Munizipalität gliedert sich in den eigenständigen Hauptort Ninozminda sowie neun Gemeinden (georgisch temi, თემი) mit insgesamt 31 Ortschaften, davon eine ohne ständige Einwohner:
| Gemeinde       | Anzahl Ortschaften | Einwohner (2014) |
| -------------- | ------------------ | ---------------- |
| Chantschali    | 3                  | 2043             |
| Dschigrascheni | 2                  | 875              |
| Eschtia        | 4                  | 2739             |
| Gandsa         | 2                  | 2711             |
| Gondrio        | 5                  | 3651             |
| Gorelowka      | 6                  | 2279             |
| Poka           | 2                  | 1313             |
| Satche         | 4                  | 3323             |
| Tambowka       | 3 1                | 413              |

## Geschichte
Das Gebiet der Munizipalität liegt in der historischen Region Dschawachetien, die nach dem Zerfall des Königreiches Georgien im 16. Jahrhundert bald dem Osmanischen Reich angeschlossen wurde. Nach der Angliederung des Gebietes an das Russische Reich infolge des Russisch-Türkischen Krieges von 1828/29 kam nach mehreren administrativen Umbildungen zum Gouvernement Tiflis, wobei es zunächst zu dessen Ujesd Achalziche, ab 1874 bis in die Anfangsjahre der Sowjetunion zum neu ausgegliederten Ujesd Achalkalaki gehörte.
1930 wurde der eigenständige Rajon Bogdanowka ausgegliedert, nach dem damaligen Namen des Hauptortes Ninozminda. Von 1962 bis 1964 war der Rajon zwischenzeitlich aufgelöst und sein Gebiet dem Rajon Achalkalaki zugeordnet. 1991 erhielt der Rajon zusammen mit der Stadt den heutigen Namen. Nach der Erlangung der Unabhängigkeit Georgiens wurde der Rajon 1995 der neu gebildeten Region Samzche-Dschawachetien zugeordnet und 2006 in eine Munizipalität umgebildet.

## Verkehr
Durch die Munizipalität Ninozminda über deren Hauptort verläuft die internationale Fernstraße S11 von Achalziche über Achalkalaki kommend weiter zur armenischen Grenze in Richtung Gjumri, zugleich Teil der Europastraße 691. In Ninozminda zweigt die Nationalstraße Sch31 (შ31) über Zalka und Tetrizqaro zur S6 zwischen Tiflis und Marneuli ab.
Durch Ninozminda verläuft die Bahnstrecke Marabda–Achalkalaki der Georgischen Eisenbahn. Die in den 1980er-Jahren eröffnete Strecke wurde ab 2007 umfassend modernisiert, um durch Verlängerung ins türkische Kars Anschluss an das Netz der Türkischen Staatsbahn zu erlangen und Teil der neuen Bahnverbindung zwischen Aserbaidschan und der Türkei (Baku–Tiflis–Kars) zu werden.